# Керала Варма III
Каркідака Масатхіл Тхіпета Тампуран або Керала Варма III (помер у серпні 1828), відомий як Вірулам Тампуран — індійський монарх, який правив Кочійським царством від 1809 до 1828 року. 6 травня 1809 року було підтверджено британський протекторат.

## Правління
Керала Варма III зійшов на престол після смерті його брата Рами Варма X у січні 1809 року. На початку його правління відбулось повстання Паліана Ачана проти британського володарювання. Повстання зазнало поразки, а його лідер був вигнаний до Мадраса, а пізніше — до Бомбея. Після цього у Маттанчеррі, Тірупунітрі й Аллеппі було залишено гарнізони британських військ з метою запобігання повстанням у подальшому. 1814 року відповідно до конвенції британцям було передано форт у Кочі.
Керала Варма цікавився філософією. Він помер у серпні 1828 року, після чого на престол здійнявся його племінник Рама Варма XI.